# 1709 Украјина
1709 Украјина (енгл. 1709 Ukraina) је астероид главног астероидног појаса чија средња удаљеност од Сунца износи 2,378 астрономских јединица (АЈ).
Апсолутна магнитуда астероида је 12,75.